# Фатима (город)
Фа́тима (порт. Fátima [ˈfatimɐ]) — город (фрегезия) в Португалии, в округе Сантарен. По старому административному делению входил в провинцию Бейра-Литорал. Входит в экономико-статистический субрегион Медиу-Тежу, который входит в Алентежу. Население составляет 10 533 человека на 2021 год. Занимает площадь 71,29 км².
Один из центров христианского паломничества благодаря явлению Девы Марии в 1917 году (см. Три тайны Фатимы).
Район основан в 1568 году.

## Достопримечательности
- Архитектурный комплекс Святилище Фатимской Богоматери[порт.]:
- Церковь Пресвятой Троицы
- Русская католическая церковь Успения (Фатима) — храм в честь Успения Божией Матери при паломническом центре американской организации мирян «Голубая армия» (Blue Army of Our Lady of Fatima), где с 1970 хранился т. н. «Ватиканский» список Казанской иконы Богородицы. Храм освящён епископом Андреем Катковым[1]. Принадлежит к Русскому апостолату. Церковь посещали и служили в ней епископ Павел Мелетьев и митрополит Никодим (Ротов)[2]. Настоятелями церкви являлись протоиерей Павел Близнецов и Иоанн Моватт (John Mowatt), ирландский иезуит византийского обряда.

## Города-побратимы
- Ченстохова, Польша
- Лорето, Италия
- Довбыш[3], Украина

## Галерея

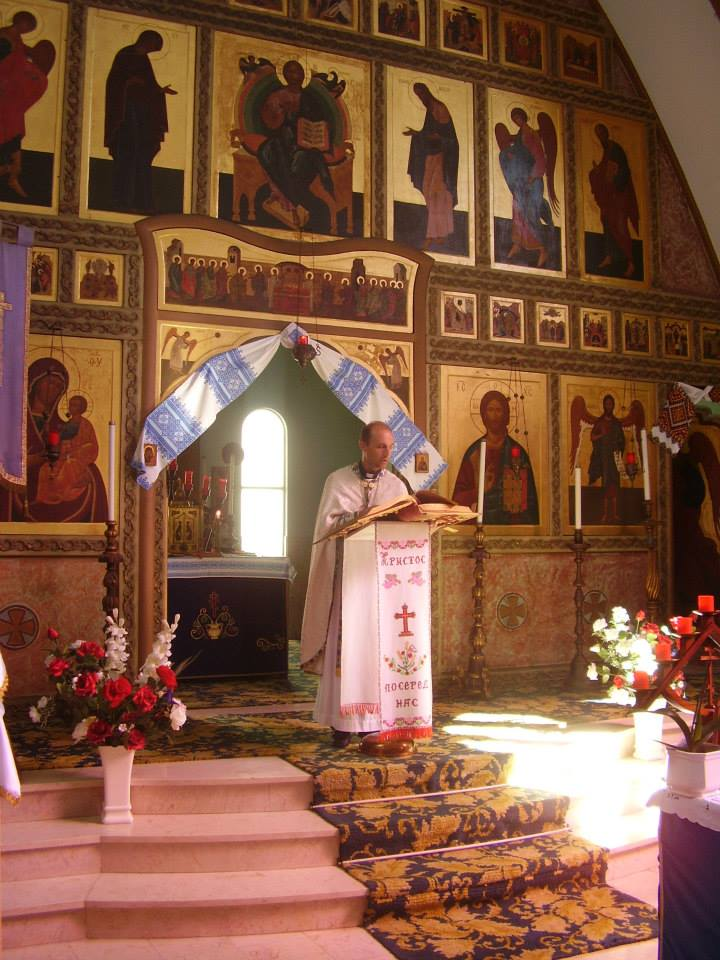
Богослужение в русской церкви в Фатиме
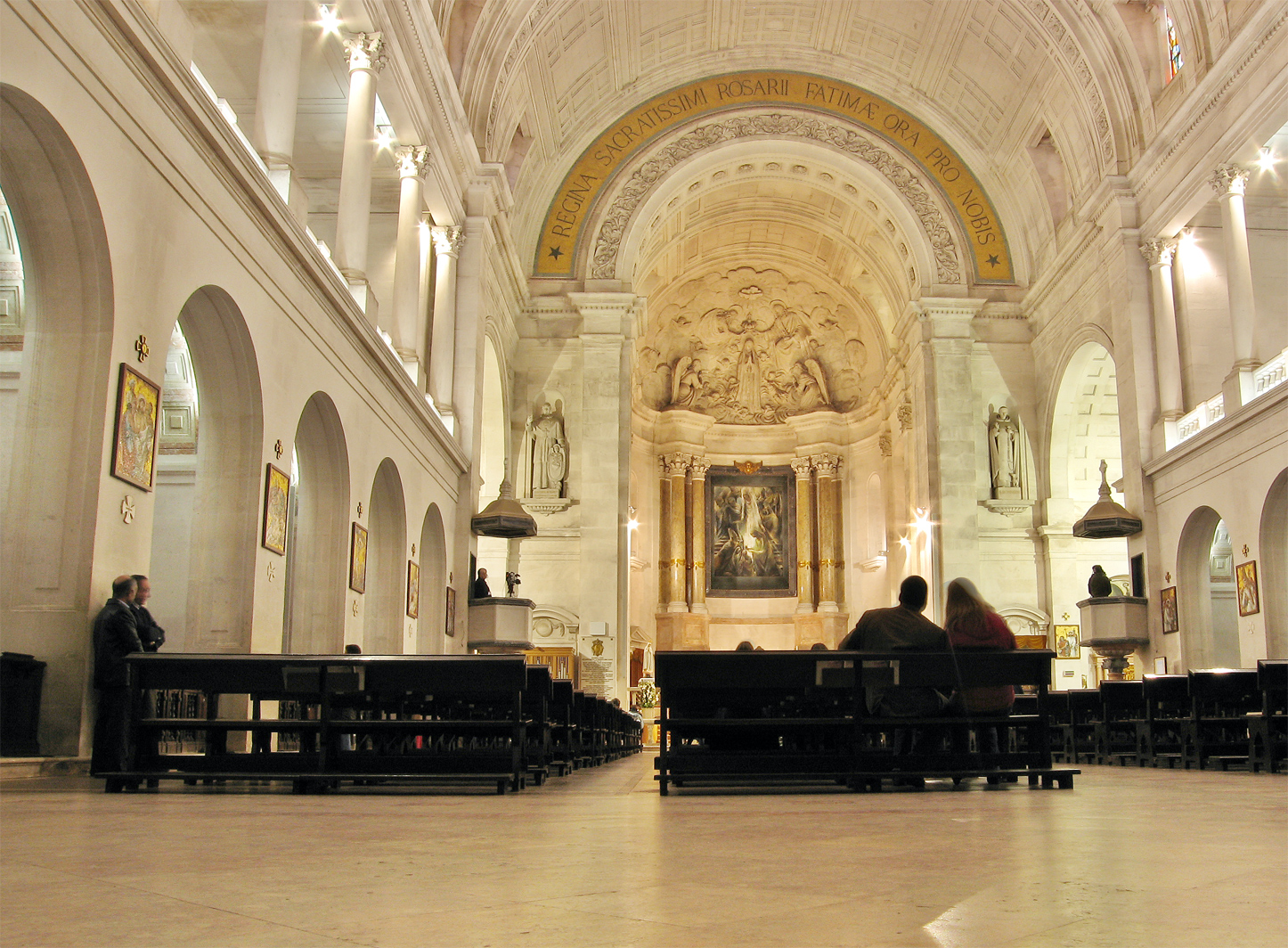
Внутренний вид базилики
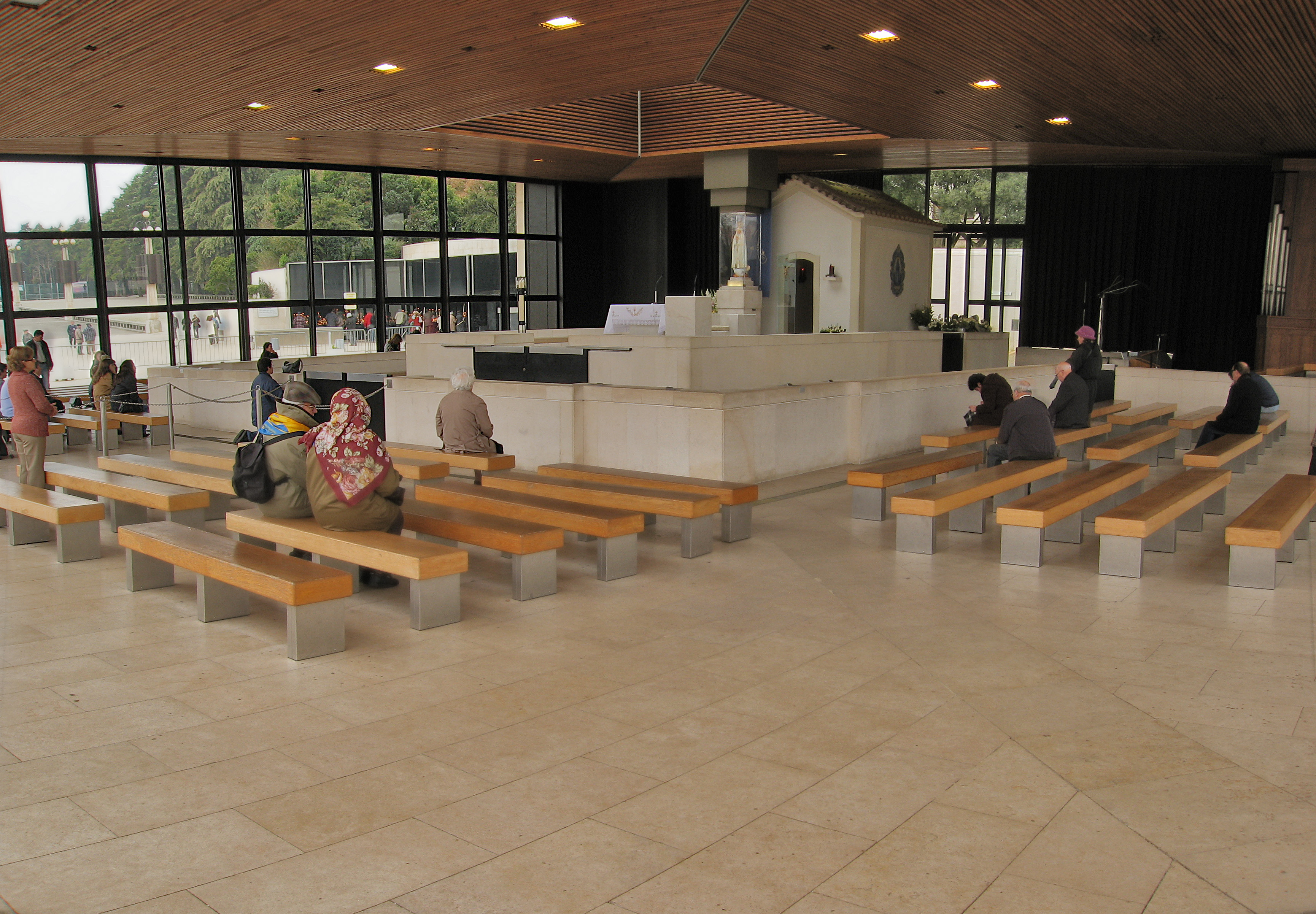
Капелла Явления
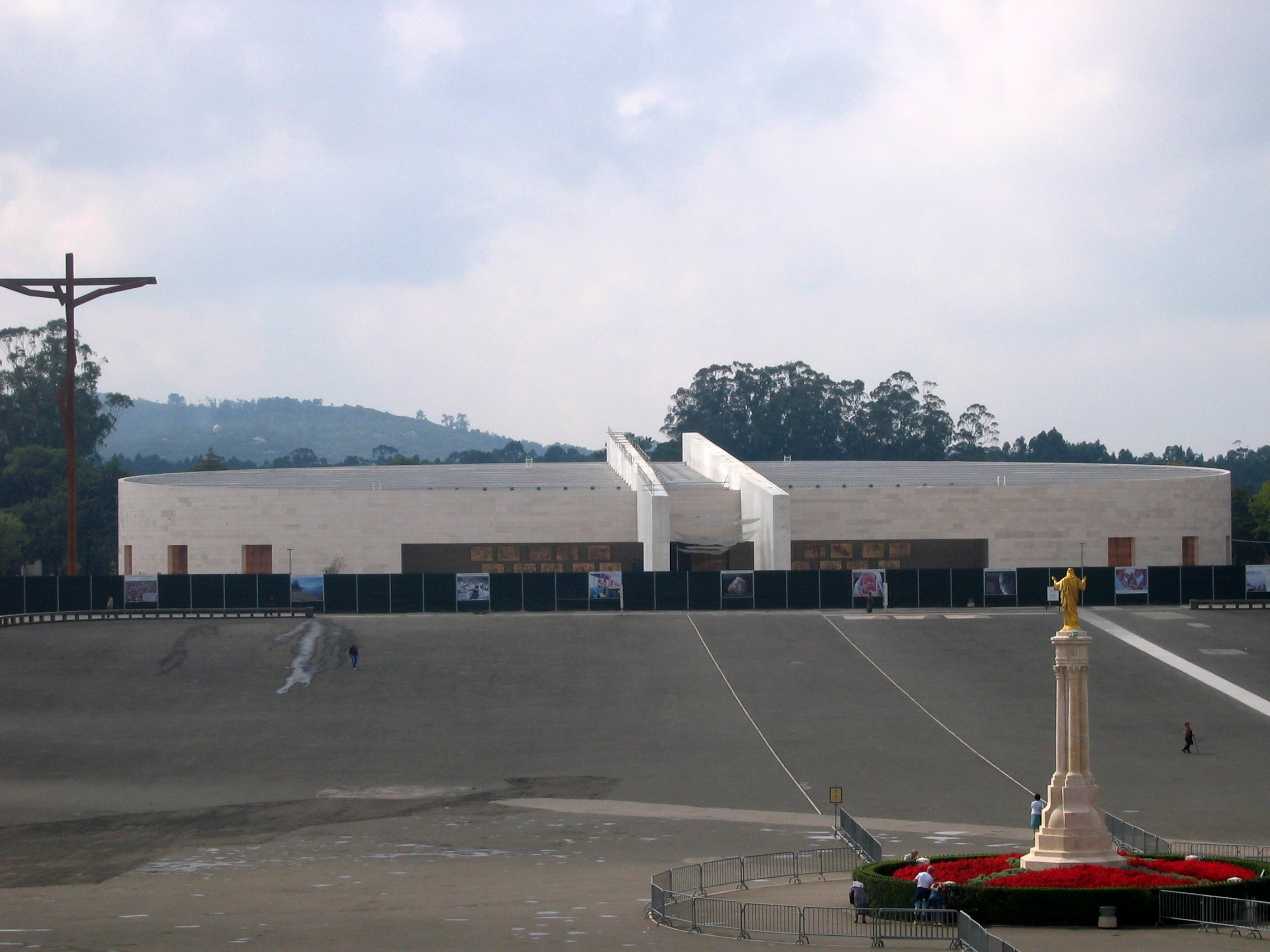
Церковь Пресвятой Троицы (4-й по величине католический храм в мире)